# Canthon piluliformis
Canthon piluliformis là một loài bọ cánh cứng trong họ Bọ hung (Scarabaeidae).